# Gare de Kerava
La gare de Kerava (en finnois : Keravan rautatieasema) est une gare de la voie ferrée Helsinki-Riihimäki située dans la ville de Kerava de la banlieue d'Helsinki en Finlande.

## Situation ferroviaire
La gare de Kerava est située sur la voie ferrée Helsinki-Riihimäki, la voie ferrée Kerava–Lahti, la voie ferrée de Sköldvik (fi), la voie ferrée de Porvoo (fi) et la voie ferrée portuaire de Vuosaari.
Dans les années 2030, la gare de Kerava serait sur le trajet de l'Itärata.

## Histoire
Une ligne de transport de fret a été construite en 1972 entre l'aiguillage d'Olli sur la ligne Kerava–Porvoo et la raffinerie de pétrole de Neste à Sköldvik dans la commune rurale de Porvoo.
Le trafic de passagers sur la ligne Porvoo a été interrompu en 1981 et une partie de la ligne d'Olli à Porvoo a été fermé en 1990.

## Service des voyageurs
La gare est le terminus des trains K circulant sur la ligne de Kerava, en plus des trains D, R et T à destination de Riihimäki et Z à destination de Lahti.
Les trains longue distance ne s'arrêtent pas à la gare.

## Galerie

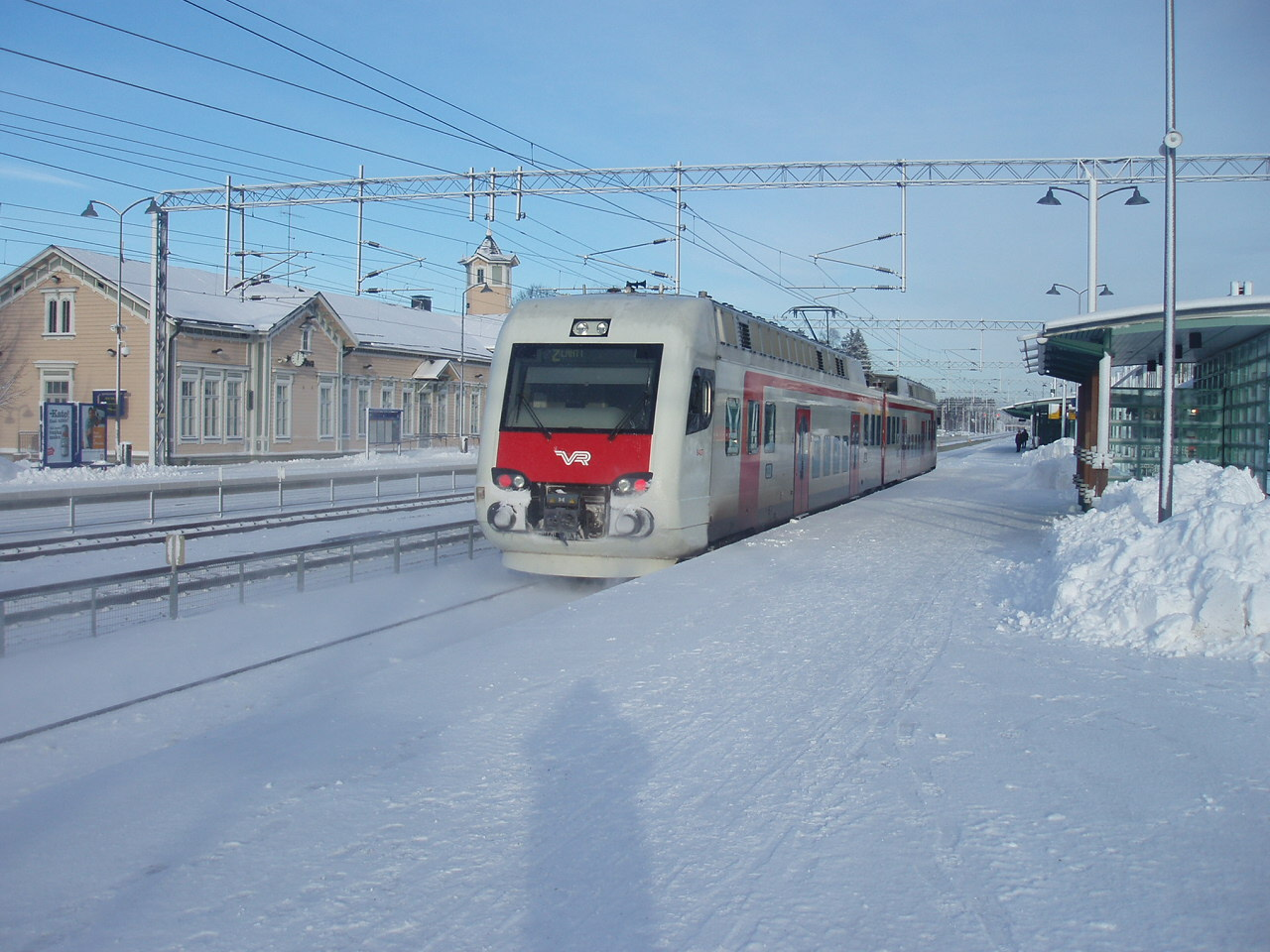
Train Sm4 en gare de Kerava.
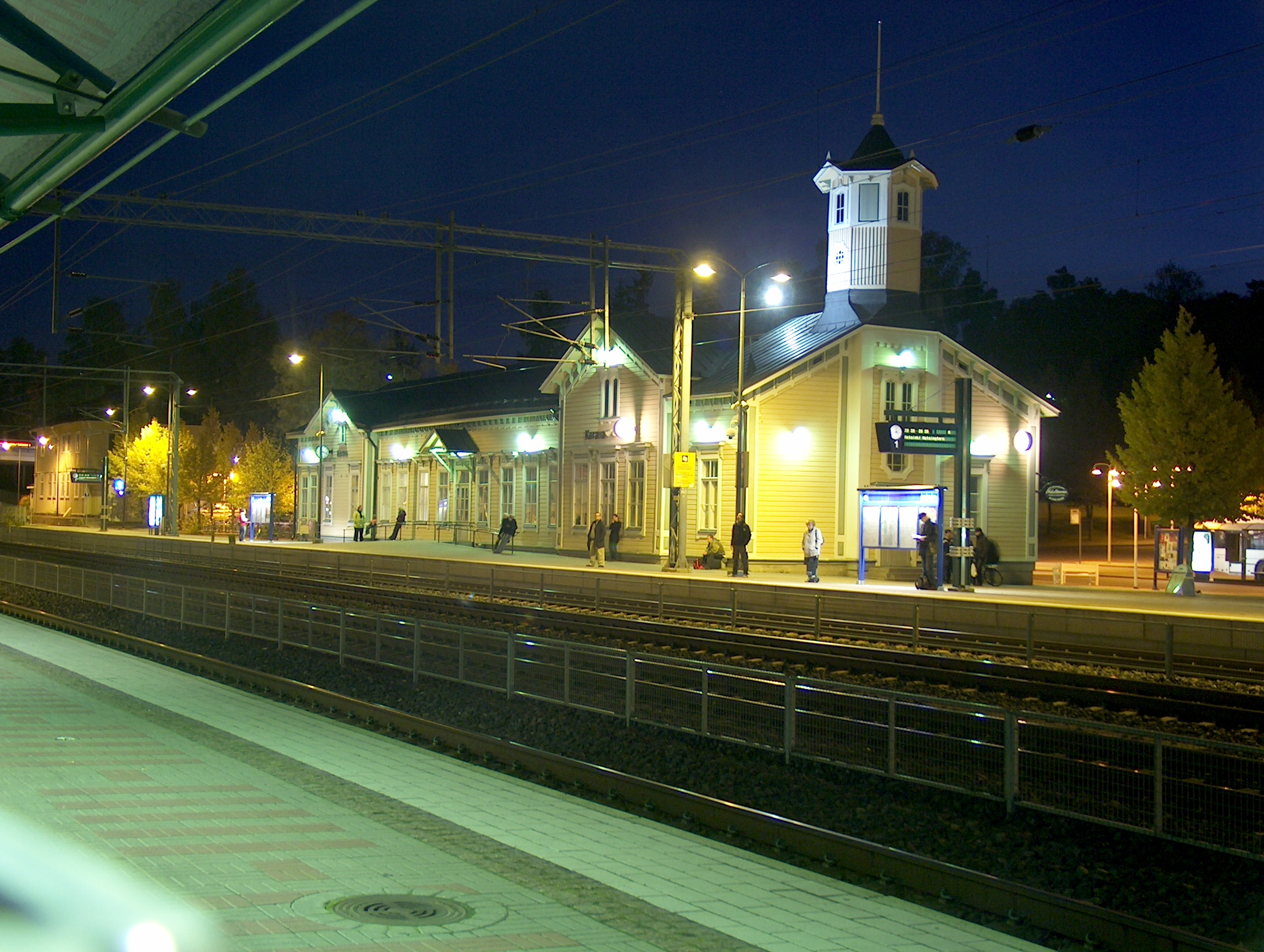
Gare de Kerava.
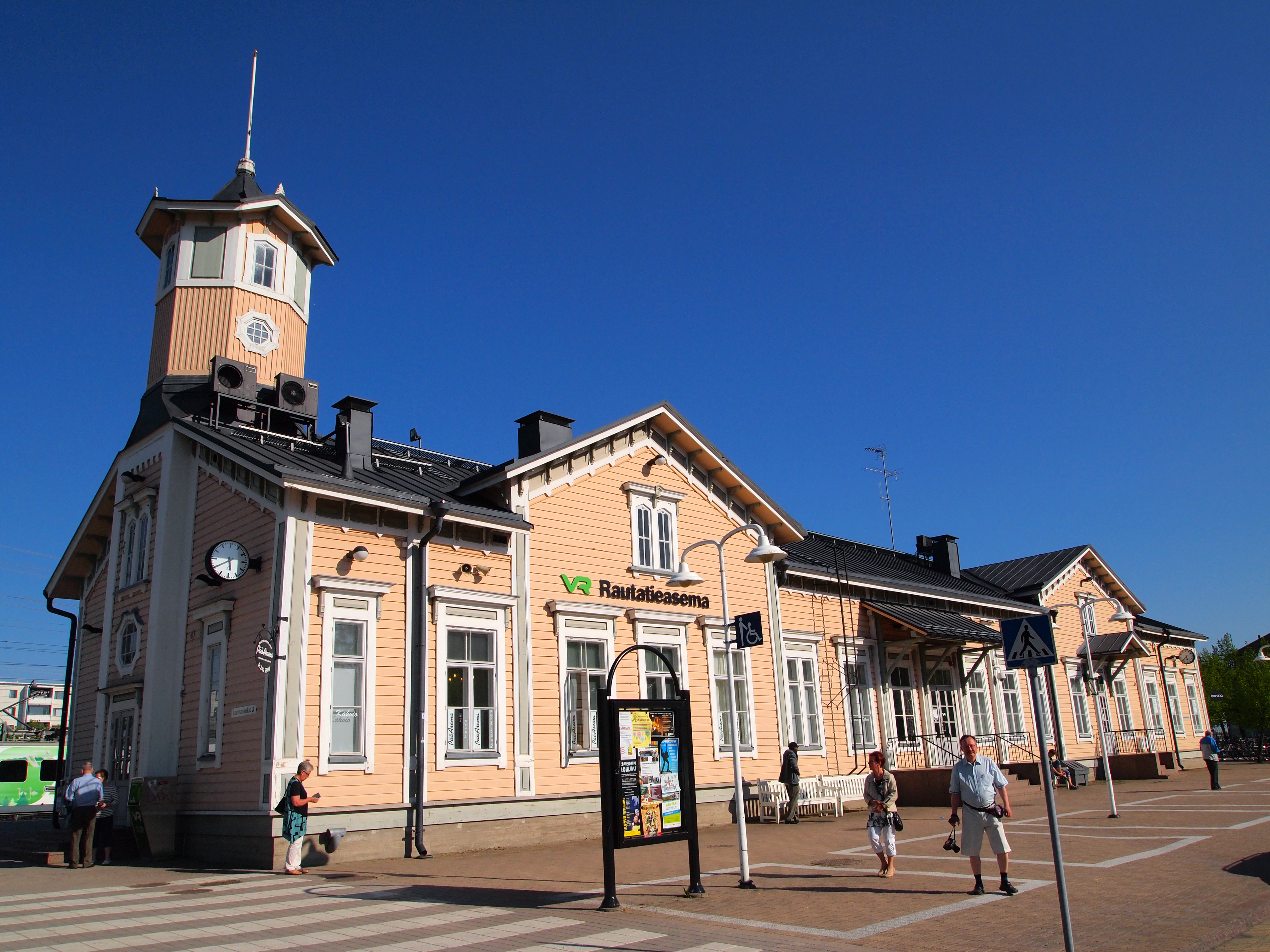
Gare de Kerava.